# 제닝스의 개

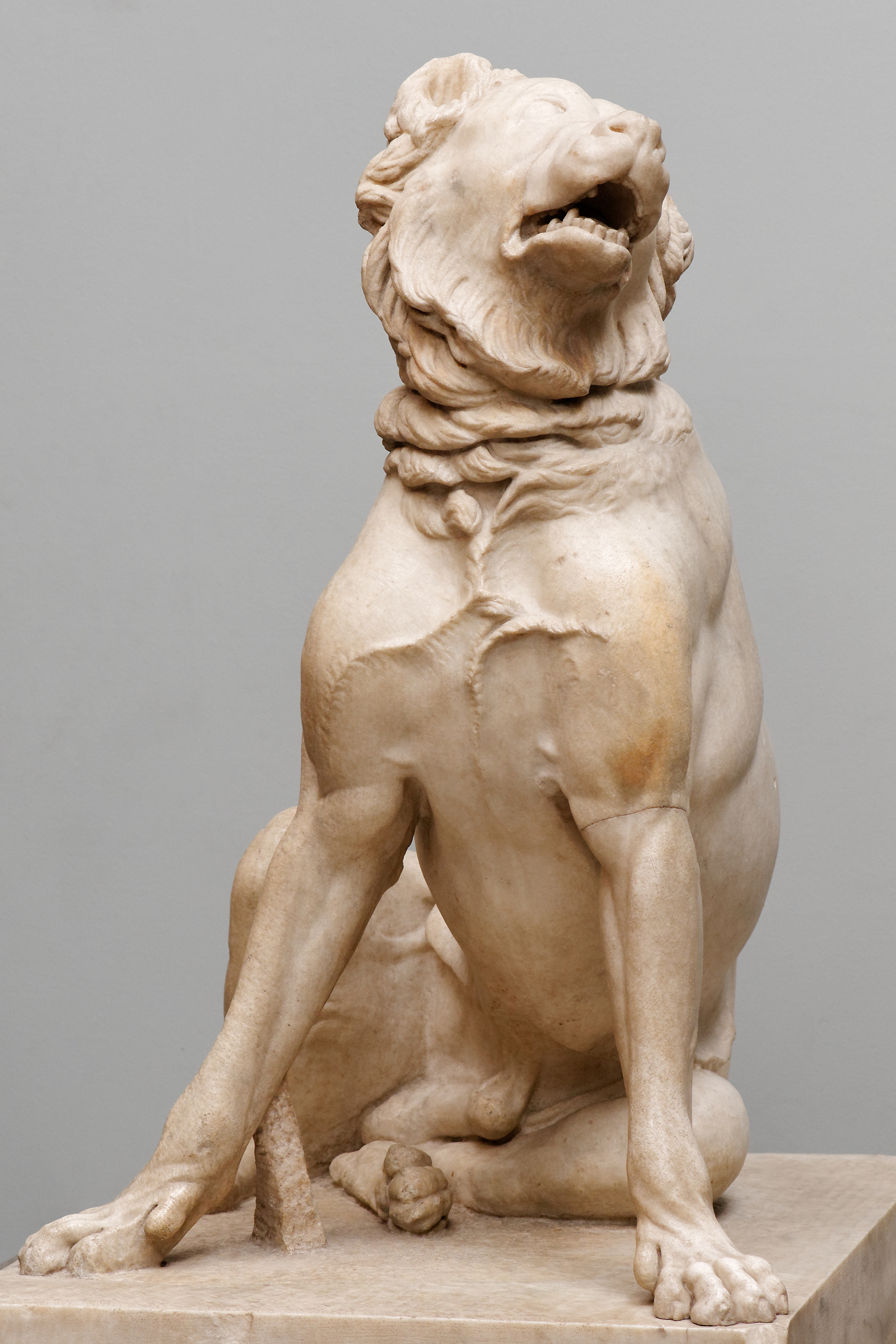
제닝스의 개

제닝스의 개(The Jennings Dog)는 개의 형상을 조각한 로마 시대의 조각품이다. 첫 번째 소장자인 헨리 콘스탄틴 제닝스의 이름을 따서 이름을 지었으며, 사본은 기원후 2세기인 헬레니즘 시대 로마에서 만들어졌다. 원본은 기원전 2세기 만들어졌을 것으로 추정된다. 약 1.05m 정도의 높이이다. 사자같은 입과 다리 하나는 재발견이후 다시 복원되었다. 고전 고대에서 살아남은 얼마 안되는 동물 조각품이지만 같은 개를 모델로 한 비슷한 모양의 대리석 조각들을 바티칸 미술관에서 찾을 수 있다.